# Gazometru
Gazometru este o operă literară scrisă de Ion Luca Caragiale. A fost publicată în 1897.